# باري وود
باري وود (بالإنجليزية: Bari Wood)‏ (31 ديسمبر 1936، جاكسونفيل في الولايات المتحدة)؛ كاتِبة ومؤلِّفة وروائية أمريكية. درست في جامعة نورث وسترن.

## روابط خارجية
- باري وود على موقع IMDb (الإنجليزية)
- باري وود على موقع قاعدة بيانات الفيلم (الإنجليزية)